# Pomeriggio sul 2
Pomeriggio sul 2 è stato un programma televisivo italiano del genere talk show andato in onda su Rai 2, condotto da Caterina Balivo e Milo Infante con Lorena Bianchetti.

## La trasmissione
Il programma sostituì L'Italia sul 2, della quale aveva ripreso in gran parte la formula, nella stagione 2010-2011.
È andato in onda, dal lunedì al venerdì nell'orario compreso tra le 14.00 e le 16.00 circa, su Rai 2 dal 13 settembre 2010 al 3 giugno 2011.
Condotto in diretta da Caterina Balivo e Milo Infante, dopo l'apertura della trasmissione insieme, i due conduttori curavano due spazi distinti.

### Prima parte con Milo Infante
Milo Infante, durante la prima parte, affrontava i casi più rilevanti di cronaca (prevalentemente nera) con ospiti in studio e collegamenti. Si è occupato, principalmente, dei casi di Sarah Scazzi, Yara Gambirasio, Elisa Claps, delle gemelline Alessia e Livia Schepp, di Melania Rea e altri casi simili. In altre occasioni venivano affrontati, invece, temi di attualità (ad esempio il consumo di droga ed alcol tra i giovanissimi) o dei problemi sociali ed economici delle famiglie.

### Seconda parte con Caterina Balivo
Caterina Balivo, nella seconda parte, curava invece la parte dedita allo spettacolo, all'intrattenimento ed alle storie della gente comune. La conduttrice infatti, ogni giorno intervistava un personaggio del mondo dello spettacolo, invitava in studio i telespettatori che avevano scritto la loro storia alla redazione, la faceva raccontare ed in seguito curava un talk show con ospiti in studio sulle problematiche emerse.
Durante la primavera, in concomitanza con lo svolgimento dell'ottava edizione del reality L'isola dei famosi (allora trasmesso da Rai 2), un blocco del programma, condotto sempre dalla Balivo in cui intervenivano vari ospiti, era dedicato alla discussione sugli avvenimenti del reality e sui concorrenti che vi partecipavano ospitando anche i vari naufraghi eliminati di volta in volta dalla trasmissione (così come avveniva già a L'Italia sul 2).

### Dillo a Lorenacon Lorena Bianchetti
I due conduttori chiudevano insieme la trasmissione e passavano la linea (alle 16.00 circa) a Lorena Bianchetti e alla sua rubrica di 20 minuti intitolata Dillo a Lorena, che riprendeva l'argomento più importante trattato in puntata oppure si occupava di tematiche femminili o di costume.

### Ascolti
La trasmissione ha ottenuto ottimi ascolti, battendo diverse volte la concorrenza interna di Rai 1. La media finale è stata vicina all'11% di share. Nonostante ciò, dalla stagione televisiva 2011/2012 il programma è stato però cancellato ed al suo posto è tornato in onda il precedente L'Italia sul 2, condotto da Lorena Bianchetti e Milo Infante.